# Miles of Smiles (Wet Willie)
Miles of Smiles è un CD dal vivo del gruppo di southern rock statunitense dei Wet Willie, pubblicato dall'etichetta discografica Hittin' the Note Records nel 2012.

## Tracce
1. One Track Mind – 4:40 (Jack Hall, Michael Duke)
2. She Caught the Katy – 4:56 (Taj Mahal, Yank Rachell)
3. Street Corner Serenade – 5:25 (Marshall Smith, Michael Duke)
4. Rock Steady – 4:23
5. Lonely – 5:04
6. Country Side of Life – 3:33 (Rick Hirsch)
7. Easy Street – 5:20 (Jack Hall)
8. Rendezvous with the Blues – 9:02 (Johnny Douglas, Jimmy hall)
9. Too Tall to Mambo – 5:54 (Jimmy Hall)
10. Lucy Was in Trouble – 6:32 (Rick Hirsch)
11. Leona – 5:53 (Jimmy Hall, Jack Hall)
12. Same Old Moon – 6:33 (Jimmy Hall)
13. Grits Ain't Groceries – 3:32 (Titus Turner)
14. Keep on Smilin' – 6:19 (Jack Hall, Jim Hall, Rick Hirsch, John Anthony, Lewis Ross)

## Musicisti
- Jimmy Hall - voce solista, sassofono, armonica
- Ric Seymour - chitarra, voce
- Ricky Chancey - chitarra elettrica, chitarra acustica
- Bobby Mobley - tastiere
- Jack Hall - basso, accompagnamento vocale
- T.K. Lively - batteria, percussioni
- Donna Hall Foster - voce, tamburello

Note aggiuntive
- Jack Hall e Ric Seymour - produttori
- Registrato dal vivo il 13 agosto 2011 a Woodstock, Georgia (Stati Uniti)
- Jim Hawkins - ingegnere delle registrazioni
- Dylan Shepard e Hank Martin - assistenti ingegnere delle registrazioni
- Mixato al Bert Elliot Sound di Atlanta, Georgia
- Bert Elliot - missaggio e mastering
- Kirk West e Tim Sorrells - fotografie
- Michael Pierce - artwork, design album
- Terry Bradley - grafica aggiunta[1]